# D-Tox
D-Tox (en español: 'Ojo Asesino' en España y 'Te Estoy Observando' en Hispanoamérica), es una película estadounidense de 2002 de Terror y thriller psicológico dirigida por Jim Gillespie y protagonizada por Sylvester Stallone y Charles S. Dutton. La película fue estrenada en Estados Unidos el 15 de enero de 2002.
Está basada en la novela de 1999 Jitter Joint escrita por Howard Swindle.

## Sinopsis
Jack Malloy es un agente del FBI que se ha refugiado en la bebida para olvidar las heridas del pasado: unos meses antes un psicópata asesino en serie de policías mató a su esposa y a varios de sus compañeros. Para recuperarse decide ingresar en una clínica de rehabilitación para policías, pero el centro terapéutico se convierte en una verdadera pesadilla cuando, al quedar aislado por la nieve, empiezan a aparecer pacientes muertos en circunstancias sospechosas.

## Reparto
- Sylvester Stallone es Jake Malloy.
- Charles S. Dutton es Chuck Hendricks.
- Polly Walker es Jenny Munroe.
- Kris Kristofferson es John "Doc" Mitchell.
- Mif es Carl Brandon.
- Christopher Fulford es Frank Slater.
- Jeffrey Wright es Jaworski.
- Tom Berenger es Hank.
- Stephen Lang es Jack Bennett.
- Alan C. Peterson es Gilbert.
- Hrothgar Mathews es Manny.
- Angela Alvarado Rosa es Lopez.
- Robert Prosky es McKenzie.
- Robert Patrick es Peter Noah.
- Courtney B. Vance es Willie Jones.
- Sean Patrick Flanery es Conner.
- Dina Meyer es Mary.
- Rance Howard es Geezer.
- Tim Henry es Weeks.

## Recepción
La cinta no fue bien recibida por la crítica especializada. Cuenta con un ranking aprobatorio del 15% en el sitio Rotten Tomatoes con base en 20 reseñas. Danny Graydon del portal BBC Films afirmó: "Claramente, la confianza de Hollywood en esta película es menor que las posibilidades de ganar un Óscar de Pee-Wee Herman, y sus instintos son correctos: se trata de una aburrida mezcla de asesinos en serie y acosadores, esto no revigorizará el estatus de héroe de acción de Sylvester Stallone ni aflojará su maníaca destrucción del botón de control de calidad".